# Vörös juhar
A vörös juhar (Acer rubrum) a szappanfavirágúak (Sapindales) rendjébe, és a szappanfafélék (Sapindaceae) családjába tartozó faj.

## Elterjedése
Észak-Amerika keleti részén, nyirkos erdőkben honos.

## Leírása
Terebélyes, oszlopos 25 méter magasra növő lombhullató fa. Kérge sötétszürke, sima. A levelei három-ötkaréjúak, fogazottak, 10 cm hosszúak és szélesek. Felszínük sötétzöld és sima, fonákjuk kékesfehér, az erek mentén szőrös, ősszel sárgára illetve vörösre színeződnek. A virágai aprók, pirosak, egyivarúak, tömött csomóik kora tavasszal nyílnak, kétlakiak. A termése ikerlependék, a termés szárnyai pirosak, 2 cm-esek.
Különböző talajtípusokat és nedvességtartalmat is elvisel, ezért a vizes élőhelyektől a hegyvidékig többféle környezetben megtalálható.

## Képek

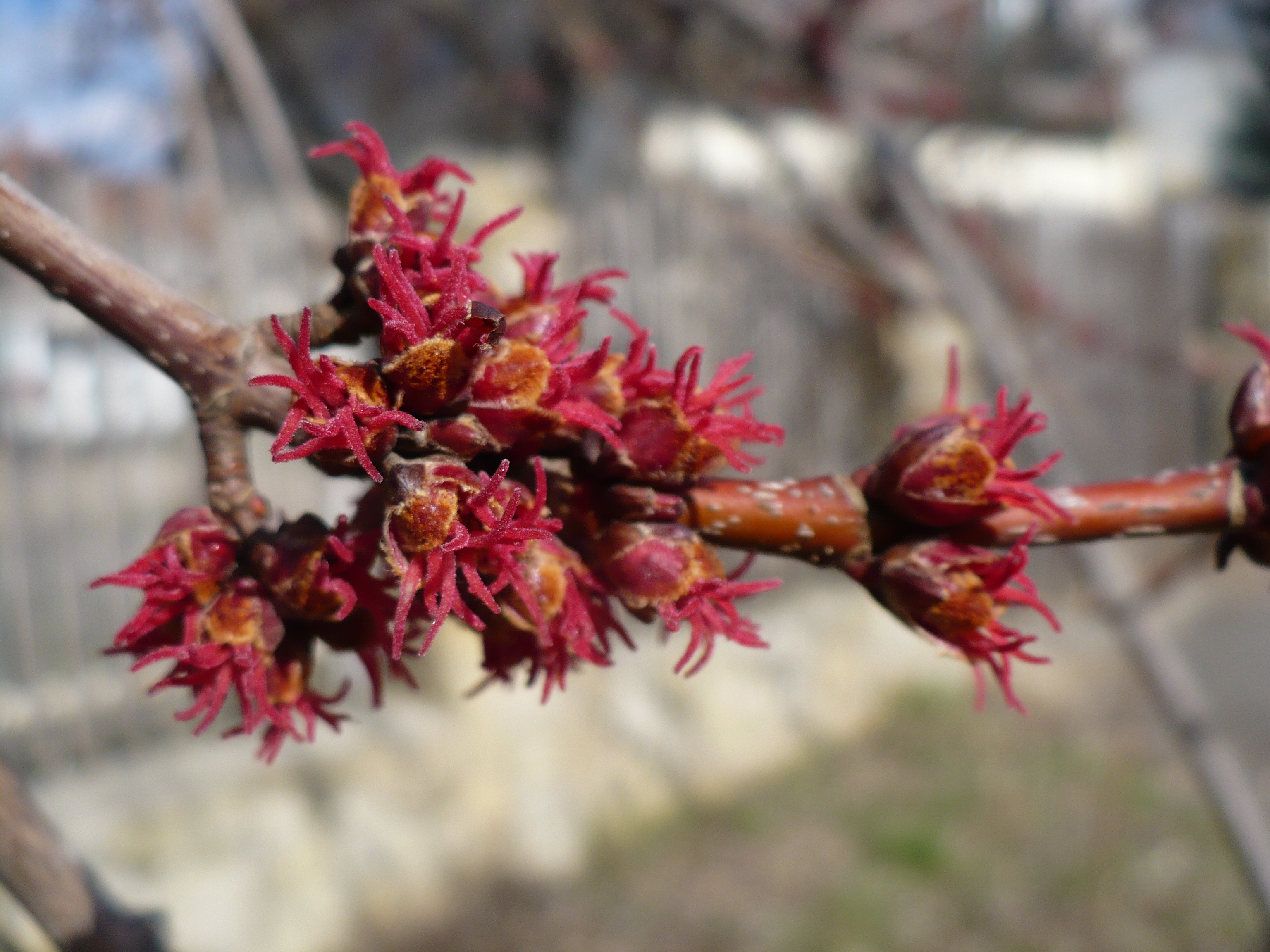
Virágai
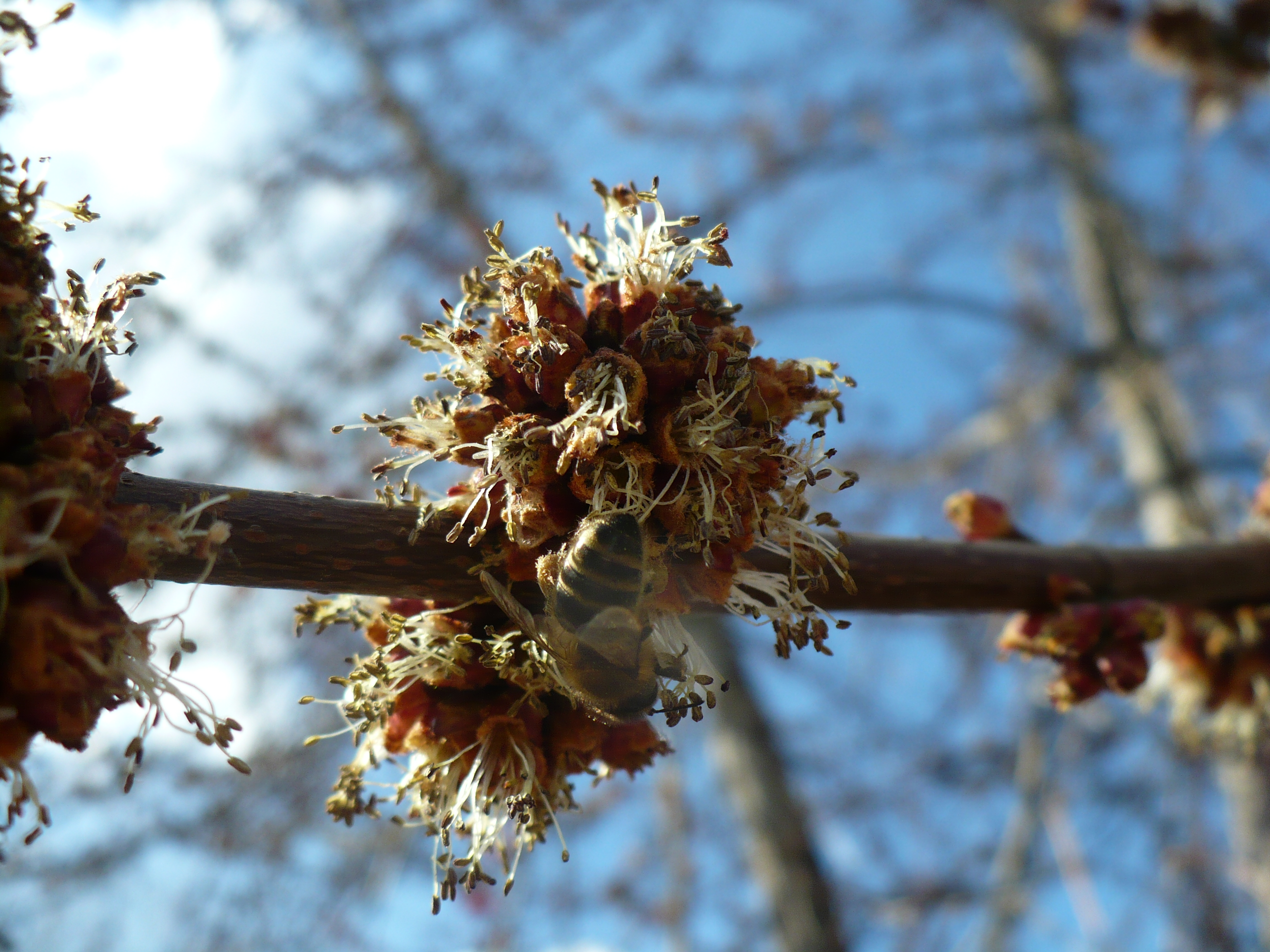
Virágai
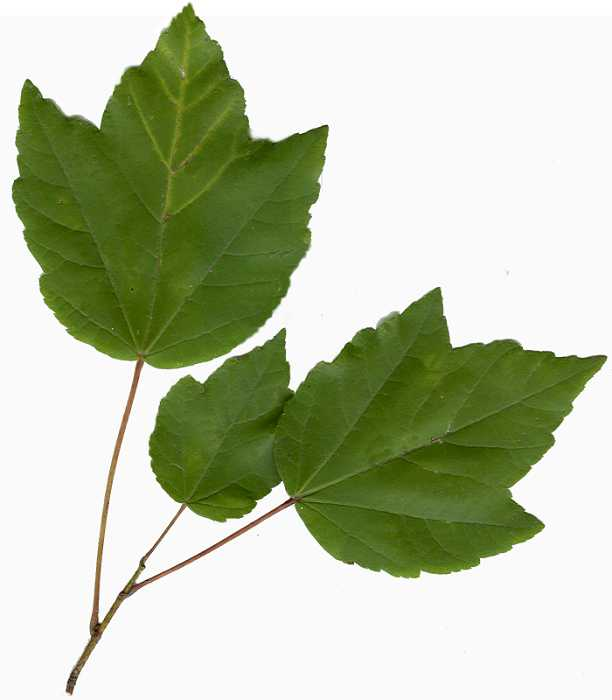
Levelei
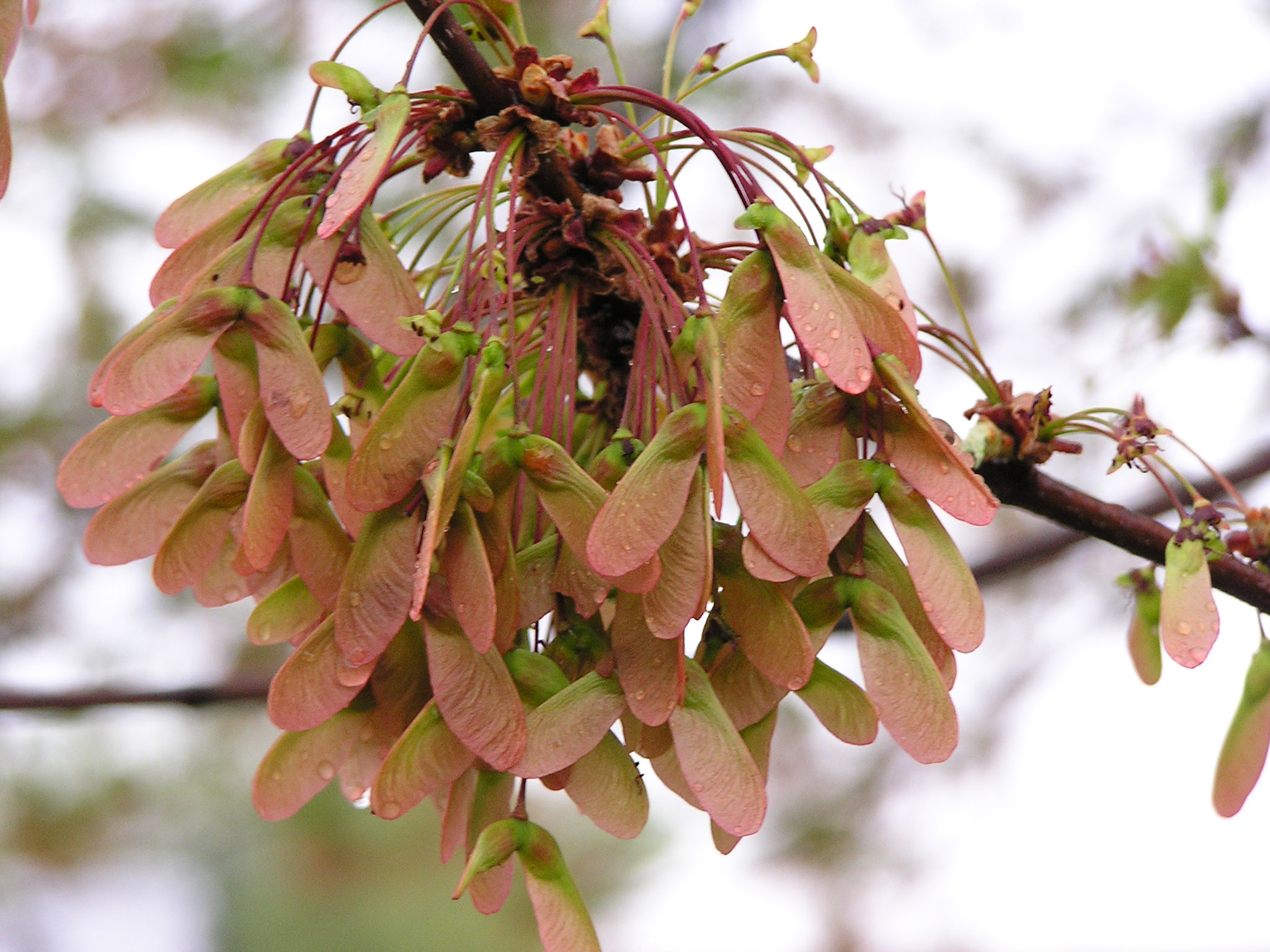
Termései
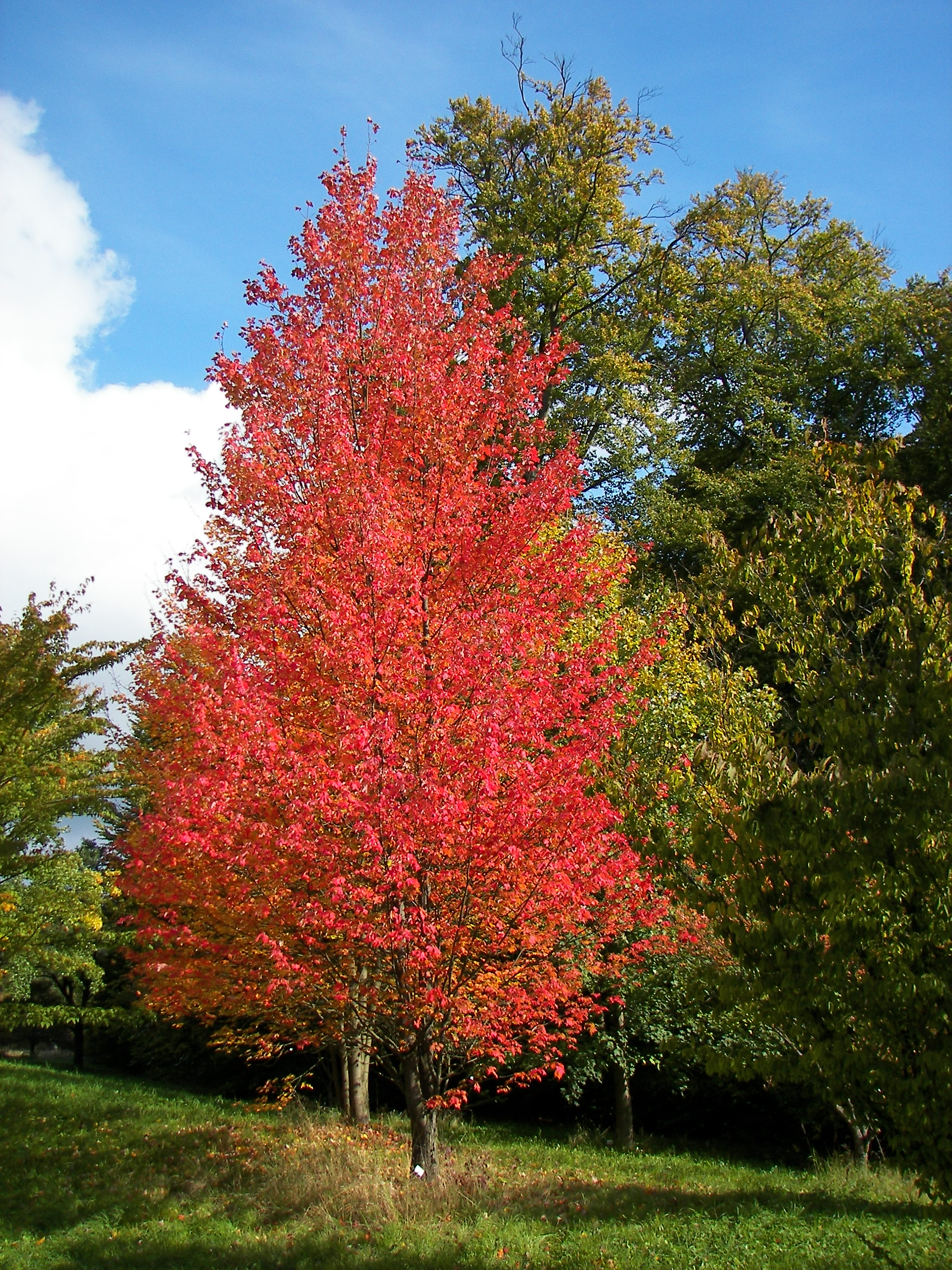
Őszi lombszíne
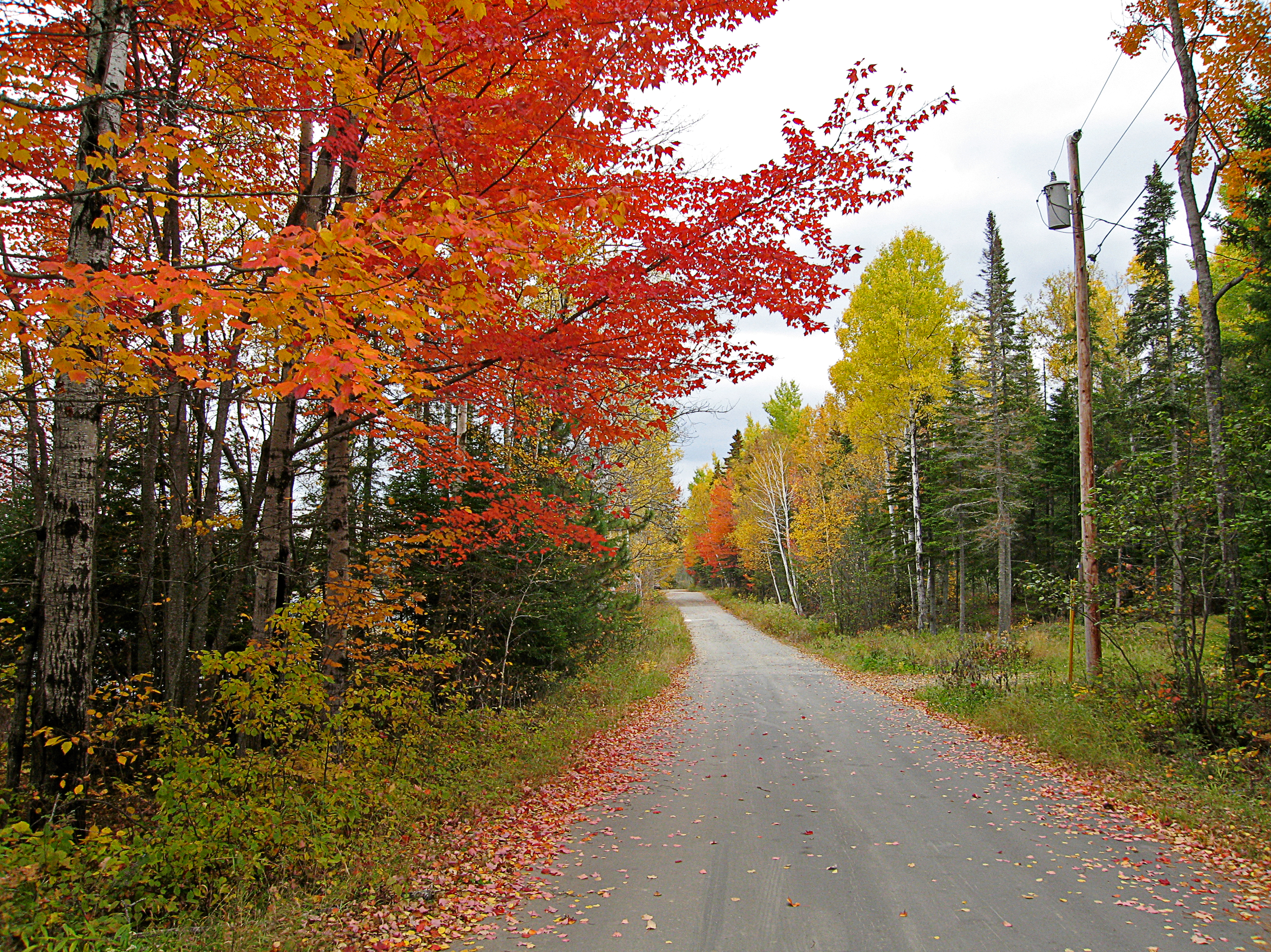
Termőhelyén